# Synema vachoni
Synema vachoni là một loài nhện trong họ Thomisidae.
Loài này thuộc chi Synema. Synema vachoni được miêu tả năm 1964 bởi Jézéquel.